# ビジャリカ (チリ)
ビジャリカ（またはビリャリカ、Villarrica）は、チリのラ・アラウカニア州カウティン県の都市。面積1,291km2、人口約45,600人。

## 概要
ビジャリカは、首都サンティアゴの南746kmに位置する。標高246m。気候は穏やかで、毎年5～7月の秋から冬にかけては雨季となり湿度が高い。12～2月の夏は乾季に当たる。
市の周辺には、東側のビジャリカ湖を始めとして複数の湖があり、これらは海抜200～500mの標高にあるために、温和な気候が好まれ、夏にはウォータースポーツや日光浴の名所として知られている。また、トルテン川などの河川では釣りやラフティングが盛んであり、滝などの景勝地も多い。南東には、スキー場で知られる標高2860mの富士山型ビジャリカ火山があり、付近はコニャリペ(en)などの温泉に恵まれている。市街から36kmの距離にあるこれら自然豊かな地は国立公園(en)に指定され、環境が保存されている。市の経済は、これらリゾート地としての観光収入と穀物などの農業や酪農、そして主要な産業である林業によって支えられている。

## 歴史
ビジャリカは1552年にヘロニモ・デ・アルデレデ(es)によって建設された。1554年のアルデレデの死より5年経過した後にガルシア・ウルタード・デ・メンドーサが再建した。1575年12月16日の巨大地震で町は壊滅したが、小規模の町として成長していった。アラウコ戦争におけるクララバの戦いの後、ビオビオ川の南の最後のスペイン都市であったビジャリカは、3年の包囲を経て1603年2月7日に降伏し、町は破壊された。破壊の直前町には原住民を含まない600人を超えるスペイン人が居住していた。降伏時には、男性11名、女性13名が捕らえられただけであった。
アラウカニア制圧作戦時の1880年代に再興された。